# Гнас
Гнас (нем. Gnas) — ярмарочный посёлок в Австрии, в федеральной земле Штирия. 
Входит в состав округа Зюдостштайермарк.  Население составляет 1912 человек (на 31 декабря 2005 года). Занимает площадь 15,84 км².

## Политическая ситуация
Бургомистр коммуны — Гюнтер Штангль (АНП) по результатам выборов 2005 года.
Совет представителей коммуны (нем. Gemeinderat) состоит из 15 мест.
- АНП занимает 9 мест.
- СДПА занимает 6 мест.